# Кола, Доминик
Доминик Кола (фр. Dominique Colas; 14 августа 1944, Ла-Боль, Франция — 10 марта 2025, Париж, Франция) — французский учёный, политолог, адъюнкт-профессор политических наук в Институте политических исследований Парижа.

## Обучение
Доминик Кола получил диплом (DES) по философии в Сорбонне в 1967 году, после этого диплом политических наук в Университете Париж-I в 1972 году.
С 1980 года Д. Кола — кандидат политических наук. Им написана докторская диссертация на тему «Теория революционной партии Ленина и его политические последствия».

## Деятельность
- Профессор философии в области среднего образования с 1970 по 1981 год, техническая школа Saint-Quentin, затем в средней школе, Гийом Аполлинер в Thiais.
- Профессор Парижского университета IX с 1990 до 1995 года.
- С 1995 года профессор политических наук в Париже ИЭТ. Он сменил Элена Каррера д’Анкоса как директора аспирантуры советской и Восточной Европы, которая включает в себя DEA и PhD.
- Преподаватель французского университетского колледжа в Москве и Санкт-Петербурге с 1994 по 1996 год.
- Научный сотрудник центра по изучению и исследованию International, FNSP-CNRS.
- Директор Cahiers Анатоля Леруа-Болье.
- Член Научного совета Франко-российского центра общественных и гуманитарных наук в Москве.
- Член Научного совета CEFRES (Прага).
- Член Научного совета EHESS (2000—2004).
- 27 мая 2007 года проводил семинар в Санкт-Петербургском Европейском университете

Скончался 10 марта 2025 года от сердечного приступа в Париже.

## Научная работа
Он автор таких трудов, как «Ленинизм. Политические философия и социология ленинизма» (I издание — 1982; II издание — 1998), «Ленин и ленинизм» (1987), «Меч и бедствие. Генеалогия гражданского общества и фанатизма» (1992). Под его редакцией опубликованы, в частности, книги «Правовое государство» (1987), «Государство и корпорации» (1987), «Гражданство и национальность. Перспективы во Франции и в Квебеке» (1991). Кроме того, он издал с комментариями сборник конституционных текстов «Конституции СССР и России. 1900—1993» (1997). Многие его труды изданы за пределами Франции. Профессор Кола постоянно выступает и как популяризатор социальной науки. Некоторые из упомянутых его работ вышли в широко известной во Франции книжной серии «Что я знаю?». Его перу принадлежит компактный, но емкий «Словарь политической мысли. Авторы. Произведения. Понятия», вышедший в издательстве «Ларусс» в 1997 году.

## Критика
Книга «Политическая социология», вышедшая во Франции в 1994 году, представляет собой учебное пособие Но, будучи учебным пособием, книга профессора Кола может одновременно рассматриваться и как фундаментальный трактат, в котором исследуются основные вопросы одной из важнейших социологических дисциплин, каковой является политическая социология.
Она, написанная живым и доступным языком, предназначена для широкого круга читателей — студентов, преподавателей, научных работников. Часто наблюдается известный разрыв между солидными научными трактатами, которые с трудом поддаются прочтению, с одной стороны, и учебниками, написанными просто и доступно, но имеющими весьма отдаленное отношение к тому, что принято называть современным научным знанием, — с другой. Книга профессора Кола преодолевает этот разрыв, удачно сочетая преимущества научного труда и учебного пособия .
Логика изложения материала в книге Д. Кола прослеживается достаточно четко. В первой части книги — Институт политики — рассмотрены, прежде всего, методологические проблемы политической социологии и науки о политике.
Во второй части — Категории политики — автор рассматривает основные понятия политологии и политической социологии: господство, власть, легитимность, социальное действие, политическое поведение, социальная группа и класс, организация, бюрократия и др.
В третьей части — Артикуляция политики — в достаточно нетрадиционной манере рассмотрен целый ряд проблем, принципиально важных для политической социологии и политической науки в целом. К их числу относится, например, проблема взаимодействия политики и войны, развития политической системы и военной техники, военной организации. Другой важной проблемой, рассматриваемой в этой части книги является взаимодействие политики и экономики, которое играет важную роль в современном мире и обусловливает возникновение такого понятия, как политический рынок.
Весьма насыщенной является заключительная четвёртая часть книги — Государство, гражданское общество, нация. Здесь подробно разбираются основные социальные аспекты взаимодействия государства и гражданского общества.

## Сочинения
- Кола Д. Политическая социология. М.: Весь мир; Инфра-М, 2001.
- Кола Д. Ленин и ленинизм. — 1987.